# Vila Ludvíka Hilgerta
Vila Ludvíka Hilgerta je část rodinné dvojvily v Praze 4-Braníku. Od 28. května 1991 je chráněna jako nemovitá kulturní památka České republiky.

## Historie
Funkcionalistická rodinná dvojvila z roku 1929 je tvořena dvěma zrcadlově navrženými objekty od architekta Ludvíka Hilgerta. Hilgert byl zároveň stavebníkem části dvojdomu s č.p. 470, druhá část (č.p. 469) patřila akademickému sochaři Josefu Kotyzovi.

## Popis
Dvojvila je dvoupodlažní, částečně podsklepená a má nízkou sedlovou střechu. Obě části jsou samostatné s vlastním vstupem. Obytné pokoje osvětlují velká dělená okna, prostory zázemí (WC, koupelna, spíž, komora) mají okna úzká a orientovaná v horizontální i vertikální poloze.
V uliční fasádě obě poloviny vizuálně spojuje mělký prosklený arkýř obdélného tvaru s omítanými parapety i nadokenní římsou tvořený z jednotlivých tabulek ve třech řadách. Tento arkýř prosvětluje hlavní schodiště obou domů a zároveň tvoří ochranu ustoupenému zádveří hlavního vstupu s dvojicí dveří. Oba objekty odděluje středový pilíř, který dosahuje do výšky první řady tabulek arkýře v úrovni 2. nadzemního podlaží.
Jednoduchá fasáda je nečleněná a omítaná, s minimálním počtem okenních otvorů, doplněná plochami režného zdiva v průčelí. Z režného zdiva je plocha nad arkýřem s dvojicí horizontálních oken. Zahradní fasáda měla původně po obou stranách mírně předstoupený jednopodlažní kubus ukončený terasou, která ustupovala do nitra půdorysu objektu. Boční fasády domu jsou jednoduché, s mělkým rizalitem a bočním vstupem do přilehlých částí obou domů.
Roku 1939 Hilgert rozšířil ve své polovině prostor v 1. patře na úkor části terasy, která zůstala na fasádě zachována v podobě balkonu.